# Tabre
Tabre – miejscowość i gmina we Francji, w regionie Oksytania, w departamencie Ariège.
Według danych na rok 1990 gminę zamieszkiwało 436 osób, a gęstość zaludnienia wynosiła 154 osób/km² (wśród 3020 gmin regionu Midi-Pireneje Tabre plasuje się na 641. miejscu pod względem liczby ludności, natomiast pod względem powierzchni na miejscu 1656.).